# Margraviato di Baden-Durlach
Il Margraviato di Baden-Durlach era uno stato della Germania esistente dal 1515 al 1771 in piena sovranità e con voto al Reichstag.

## Il territorio
Il Margraviato di Baden-Durlach era una regione del Reno compresa attorno alle città di Pforzheim e Durlach che ne era la capitale.

## Storia
Nel 1535 il Margraviato di Baden operò una divisione tra Baden-Baden e Baden-Durlach che prese piede significativamente con il margravio Carlo II il quale introdusse la riforma protestante come religione di Stato nel 1556 e dal 1565 spostò la capitale da Pforzheim a Durlach.
Dal 1594 il Baden-Durlach occupò anche il margraviato di Baden-Baden in quanto il reggente Edoardo Fortunato stava disperdendo le proprie sostanze creando malcontento nella regione ed acuendo i propri debiti. Quando il margravio Giorgio Federico di Baden-Durlach venne sconfitto nella Battaglia di Wimpfen del 1622 dal cugino Guglielmo, figlio di Edoardo Fortunato, dovette cedere a quest'ultimo il patrimonio contestatogli.
Carlo III Guglielmo di Baden-Durlach, si occupò della ricostruzione del proprio stato dopo i saccheggi subiti dall'intera regione per gran parte del XVII secolo. Egli diede ordine di costruire un nuovo castello a partire dal 1715, castello che darà origine poi alla città di Karlsruhe che appunto da lui prenderà il nome. Il figlio di questi, Carlo Federico, concluderà nel 1765 un accordo con il cugino Augusto Giorgio di Baden-Baden per succedergli al trono di Baden-Baden in caso di sua morte senza eredi maschi, fatto che avvenne nel 1771 e che portò quindi alla riunificazione dei domini dell'intera casata sotto il nome di Margraviato di Baden.
La residenza estiva dei margravi di Baden-Durlach era a Basilea, nell'edificio che oggi ospita l'ospedale dell'Università di Basilea.

### Margravi di Baden-Durlach
- 1515-1553: Ernesto
- 1553-1577: Carlo II
- 1577-1604: Ernesto Federico con
  - 1577-1590: Giorgio con
  - 1590-1591: Ernesto Giacomo con
  - 1577-1622: Giorgio Federico
- 1622-1659: Federico V
- 1659-1677: Federico VI
- 1677-1709: Federico VII
- 1709-1738: Carlo III Guglielmo
- 1738-1771: Carlo Federico

 nel 1771 diviene Margravio di tutto il Baden